# Nino Borsari
Nino Borsari (14 de dezembro de 1911 — 31 de março de 1996) foi um ciclista italiano que participava em competições de ciclismo de estrada e pista.
Antes, como amador, Borsari participou nos Jogos Olímpicos de 1932 em Los Angeles, onde foi o vencedor e recebeu a medalha de ouro na prova de perseguição por equipes, formando equipe com Marco Cimatti, Paolo Pedretti e Alberto Ghilardi.
Profissionalizando-se em 1934, não obteve qualquer vitória notável e competiu até o ano de 1939.

## Palmarès
- 1932
  -  Medalha de ouro nos Jogos Olímpicos de Los Angeles em Perseguição por equipes
- 1932
  - 1º na Coppa Caldirola
- 1935
  - 1º em Circuit emilià